# Blind River
Blind River es un pueblo canadiense situado en la provincia de Ontario.

## Superficie
Blind River tiene una superficie de 513,98 km².

## Demografía
En 2021, tenía 3422 habitantes, una densidad poblacional de 6,7 hab./km², y 2207 viviendas.